# Geschichte der kanadischen Zeitungen
In der Geschichte der kanadischen Zeitungen gab es fünf wichtige Epochen der Entwicklung zur modernen Zeitung. Es beginnt mit der „Gründungsepoche“ von 1750 bis 1800, als die Drucktechnik und die Zeitungen zunächst in Form von Veröffentlichungen der Regierungsnachrichten und der Proklamationen nach Kanada kam; gefolgt von der „Partisan Period“ von 1800 bis 1850, als individuelle Drucker und Herausgeber eine große Rolle in der Politik spielten. Die „Nation Building Period“ von 1850 bis 1900, als die kanadischen Herausgeber damit begannen, eine gemeinsame nationalistische Sicht auf die kanadische Gesellschaft zu schaffen. In der „Modern period“ von 1900 bis in die 1980er-Jahre erfolgte eine Professionalisierung der Industrie und das Wachsen der Zeitungsketten. In der „Current history“ seit den 1990er-Jahren übernahmen Interessengruppen von außen die Zeitungsketten, als sie mit der neuen Konkurrenz aus dem Internet konfrontiert wurden.

## Gründungsepoche 1750 bis 1800
Unter der französischen Herrschaft gab es keine druckende Presse und keine Zeitung irgendwelcher Art. Alle Zeitungen in den britischen Kolonien wurden von den 13 US-amerikanischen Kolonien zugeführt. Die Presse in Kanada entstand als ein Werkzeug der Regierung, um für die offizielle Regierung zu drucken. „Die Entdeckung dieses nicht realisierten Potentials erschreckte die Mächtigen, so dass eine jahrhundertelange Periode  der Belästigung und Einschüchterung begann, um das zu kontrollieren, was heute die Macht der Presse genannt wird.“ Informationen, die Kritik an der Regierung bedeuteten, waren definitiv nicht willkommen, besonders nach dem Ende der amerikanischen Revolution im Jahr 1783 gab es eine große Anzahl von regierungstreuen Anhängern des United Empire.
Schließlich begann bei den kanadischen Drucker ein Prozess, der mehr beinhaltete, als Nachrichten der Regierung und Proklamationen zu drucken. Viele der frühen Herausgeber und Drucker waren große Persönlichkeiten, die ihre Zeitung dazu nutzten, um ihre eigenen politischen Ansichten zu transportieren, und sie erlitten genau aus diesem Grund eine große Härte seitens der Regierung. Es wurden wenige lokale Nachrichten gedruckt, und es gab wenig Nachrichten aus anderen Gegenden Kanadas, es gab auch kein System zum Austausch von Zeitungen unter den Herausgebern. Die erste Werbung erschien in den 1780er-Jahren. Die Quebec Gazette vom 12. Juli 1787 hatte eine Kleinanzeige abgedruckt, die wie folgt lautete:

„Zum Verkauf, eine robuste Negerin, rege und gehorsam, ungefähr 18 Jahre alt, die die Pocken gehabt hat, ist gewöhnt an die Pflichten des Haushalts, beherrscht die Küche, weiß wie man wäscht, bügelt, näht und sehr gut zu verwenden zur Betreuung von Kindern. Sie kann sich an eine englische, französische oder deutsche Familie anpassen, denn sie spricht alle drei Sprachen.“

### Gazetten und amerikanische Gründungen
Dies war eine Epoche, in der die Kultur des Druckes ins britische Nordamerika eingeführt wurde und so eine lesende Öffentlichkeit gefördert wurde. Alle Zeitungen, außer „The Upper Canada Gazette“ wurden von US-Amerikanern gegründet. Dies liegt zum Teil daran, dass sich die britisch-amerikanischen Kolonien früher als britisch-kanadische Kolonien bildeten. Im Jahr 1783 nach der amerikanischen Revolution, migrierten zirka 60.000 Loyalisten, von denen zirka 30.000 nach Kanada zogen, die dann die druckende Presse mitbrachten. Alle Zeitungen dieser ersten Stunde starteten direkt als offizielle Regierungsorgane. Sie waren alle von der Gunst der Regierung abhängig und druckten nur Informationen, die von der Regierung geduldet wurden. In jeder Provinz gab es eine wöchentlich erscheinende Gazette (benannt nach der „The London Gazette“, dem seit 1665 existierenden englischen Regierungsorgan), die die vielen Bekanntmachungen der kolonialen Verwaltungsbeamten in Umlauf brachten.
In dieser Zeit gab es keine „politische Sphäre“, alle politischen Informationen wurden von der Elite kontrolliert. In den ersten Dekaden von British Nordamerika, war der primäre Zweck die Verbreitung der offiziellen Propaganda – die Freiheit der Presse war eine fremde Idee. Ungefähr kurz vor der Wende vom 18. zum 19. Jahrhundert gab es auch keine öffentliche Sphäre in Kanada und deshalb in ihr auch keine Presse.

### Die ersten Drucker und Herausgeber
Es waren die ersten Drucker und Verlage, die um die Jahrhundertwende tätig waren, die an dem langsamen und schwierigen Prozess zur Abbildung der Wahrheit arbeiteten, und so die Presse in Kanada liberalisierten. Diese Männer waren mit vielen Hindernissen konfrontiert, einschließlich Schläge und Gefängnis und die sehr ernste und sehr oft auftretende Bedrohung, wegen krimineller Machenschaften oder aufrührerischer Verleugnung mit dem Strafrecht belegt zu werden. So war das frühe Pressewesen ein wesentliches Instrument der Kolonialverwaltung, und jeder der versuchte etwas anderes zu publizieren als die Regierungsbekanntmachungen, erfuhr die Härte der Regierung. Es gab ein Verbot, dass Gesetzgebungsverfahren zu veröffentlichen, dass ggf. die Schreiber vor das Gericht führen konnte. Das waren koloniale Gesetze angewendet von britischen Autoritäten, um Loyalität herzustellen; und die Strafen waren streng. Im Ergebnis lebten viele dieser tapferen frühen Drucker und Verleger in Angst, mit massiven Schulden und unter ständiger Verfolgung.

#### John Bushell (1715–1761)
Bushell ging eine Partnerschaft mit Bartholomew Green  ein, der jedoch starb, bevor sie ihre Pläne realisieren konnten. Bushell zog von Boston nach Halifax um und eröffnete ein Druckereigeschäft. Am 23. März 1752 publizierte Bushell seine erste Ausgabe der Halifax Gazette und wurde so in der Kolonie der erste „Drucker des Königs“. Er war ein unabhängiger Unternehmer, der kein Regierungsgehalt bekam. Was einerseits die Regierungsbeamten glaubten, was ihre Untertanen benötigen würden, und andererseits von den Abonnenten und Anzeigenkunden gewünscht wurde, war nicht notwendigerweise dasselbe. Er saß zwischen den Stühlen. Die Regierung glaubte nicht an seine Loyalität, so dass schließlich der Provinz-Sekretär als Herausgeber seiner Zeitung fungierte. Bushell, der mit diesen Hindernissen konfrontiert wurde, kämpfte schließlich mit Schulden und Alkoholsucht, die schließlich zu seinem Tod führte.

#### Anton Heinrich (1734–1800)
Heinrich lernte den Handel in Deutschland, aber er kam als Pfeiffer in der Britischen Armee nach Amerika, bevor er nach Halifax umzog und seinen Namen in Henry Anthony änderte. Er wollte ihn der englischen Sprache „angemessen anpassen“. Henry kaufte Bushells Unternehmen einschließlich der Halifax Gazette. Im Oktober 1765 druckte er ein Editorial in der Gazette ab, das suggerierte, die Bewohner von Nova Scotia seien gegen den Stamp Act. Das führte zu Zweifeln an seiner Loyalität, so dass er zurück nach Massachusetts fliehen und die Gazette schließen musste. Schließlich kehrte er nach seiner Begnadigung durch die Regierung zurück und wurde beauftragt, die Zeitung unter dem Namen Royal Gazette zu drucken.

#### William Brown (1737–1789) and Thomas Gilmore (1741–1773)
Brown stammte aus Philadelphia. Als einer von zwei Männern gründete er im Jahr 1764 die von der Regierung finanziert Quebec Gazette. Die Zeitung war zweisprachig und wurde sehr stark durch die Regierung zensiert und überprüft.

#### Fleury Mesplet (1734–1794)
Er immigrierte von Frankreich nach Montreal und war mit der Absicht ins Land gekommen, Drucker zu werden. Jedoch wurde ihm dieses aufgrund eines Verdachts verboten, bevor er etwas drucken konnte. Man hielt ihn für einen Sympathisanten der Vereinigten Staaten und er hatte angeblich Beziehungen und Verbindungen zu Benjamin Franklin. Im Jahr 1778 druckte er Kanadas erste vollständige französische Zeitung, die The Gazette (Montreal). Sein Herausgeber Valentin Jautard schlug in den Artikeln jedoch radikale Töne an, so dass beide Männer ins Gefängnis kamen. Im Jahr 1782 wurde er freigelassen und es wurde ihm erlaubt wieder für die Regierung zu arbeiten, da er der einzig fähige Drucker war, obwohl er vom Fachlichen her beschränkt blieb.

#### Louis Roy (1771–1799)
Am 18. April 1793 gründete Roy die Upper Canada Gazette, die bis 1849 bestand. Im Jahr 1797 verließ Roy die Zeitung, wer er politisch verfolgt wurde, nachdem er hochbrisante Meinungen abdruckte. Er floh nach New York.

## Parteigänger-Epoche  (1800–1850)
Dies ist eine Epoche, in der die Drucker und Herausgeber erste Erfolge bei ihren Bemühungen hatten, die Presse aus der Regierungskontrolle zu befreien. Die Zeitungen waren Organe der politischen Parteien und Herausgeber und spielten eine wichtige Rolle in der Politik vor Ort. Die Diskussion und Debatte umgab die politische Sphäre in der Küstenregion des Nordatlantiks und wurde auch im Binnenland Kanadas aktiv geführt. Die Parteigänger-Zeitungen des 19. Jahrhunderts wurden Teil der öffentlichen Sphäre. Große Schritte erfolgten im Prozess der Demokratisierung der Presse und im Jahr 1891 wurde das Recht an der Berichterstattung über politische Prozesse endgültig gewonnen. Die Zeitungen aus dieser Epoche unterschieden sich nicht wesentlich voneinander und förderten die Demokratisierung der Information. Sie begannen damit, die traditionellen hierarchischen Sozialstrukturen auszuhöhlen und damit zu schwächen.

### Drucker und Herausgeber
Die Entwicklung der öffentlichen Sphäre in Kanada war eng verbunden mit der Entwicklung einer freien Presse, es sind viele Parallelen zu finden. Die meisten der frühen Herausgeber waren – oder wurden – bis in die Mitte des 19. Jahrhunderts sehr aktive Politiker.
Zu dieser Zeit gab es ein wachsendes Bedürfnis zur politischen Debatte. Die unabhängigen Drucker dieser Epoche begannen, ihre Kolumnen für Meinungsäußerungen zu nutzen um die politische Klasse herauszufordern, um Fehler der Regierung aufzudecken, und sogar um bestimmte Kandidaten zu fördern. Diese Männer waren große Persönlichkeiten, und darin unerschrocken, auch unpopulären Meinungen eine starke Stimme zu geben. Im Ergebnis wurden die Zeitungen oftmals ein Forum zur Debatte zwischen sich streitenden Druckern.
Das politische Thema, das am meisten diskutiert wurde, war die Frage des „Responsible Gouvernment“  (zu dt. etwa: „Verantwortliche Regierung“). In diesem System war die Exekutive verantwortlich für die Wahl des Gesetzgebers. Keines der Gesetze konnten ohne Zustimmung des Gesetzgebers verabschiedet werden. Im Binnenland jedoch blieb die ernannte Exekutive nur verantwortlich für die Kolonialherrschaft, die bis 1855 Großbritannien Rechenschaft ablegen musste. Viele der Herausgeber und Drucker respektive Politiker dieser Zeit befassten sich mit diesem Schlüsselthema.
Während dieser Epoche haben die Drucker immer noch unter sehr schwierigen Bedingungen gearbeitet. Wie in der Epoche zuvor waren viele der Drucker und Herausgeber von Schulden geplagt und mussten unermüdlich arbeiten, um genug zu verdienen, damit sie ihre politische Karriere fördern und die Zeitung am Leben erhalten konnten. Diese Männer setzten die schwierige Arbeit fort, die kanadische Presse zu liberalisieren, und es lag in der Geschichte dieser Männer begründet, dass trotz der ganzen Schwierigkeiten die ersten Erfolge zu sehen waren.

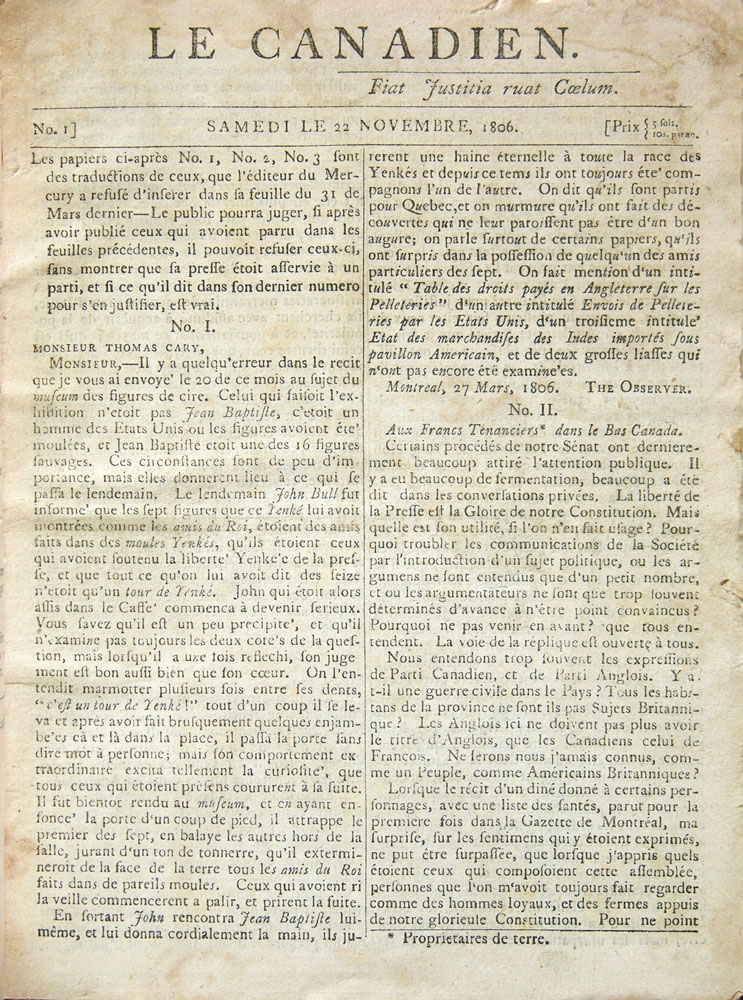
Le Canadien. 22. November 1806, Jahrgang 1, 1. Ausgabe

#### Le Canadien
„Le Canadien“ war eine französischsprachige Wochenzeitung in Niederkanada, die vom 22. November 1806 bis zum 14. März 1810 publiziert wurde. Ihr Motto war: „Nos institutions, notre langue et nos droits“ (Unsere Institutionen, unsere Sprache und unsere Rechte). Es war das politische Sprachrohr der Parti canadien (eine liberale frankophone Partei) und die Stimme der liberalen Elite und der Kaufleute. Die Zeitung war wiederholt redaktionell für die jeweils verantwortliche Regierung tätig, vertrat deutlich die Meinung der Kanadier und verteidigte ihre Traditionen gegen die britischen Herrscher. Gleichzeitig bekannten sie jedoch ihre Treue zum König. Im Jahr 1810 hatte Gouverneur James Henry Craig den Herausgeber Pierre Bédard und seine Kollegen bei der Zeitung wegen Ausübung von Kritik verhaften und ohne Gerichtsverhandlung einsperren lassen. Die Zeitung wurde in den 1830er-Jahren unter Étienne Parent wieder herausgegeben, der wiederum 1839 von der verantwortlichen Regierung ins Gefängnis geworfen wurde. Während der Epoche des Rebellion kritisierte sie den Durham-Bericht, der gegen die Vereinigung mit Oberkanada war, und unterstützte das Lafontaine-Ministerium. Die Zeitung war eine wesentliche Stütze des Liberalismus, bis sie gegen Ende des Jahrhunderts geschlossen wurde.

#### Gideon und Sylvester Tiffany
Die beiden Brüder begannen als offizielle Regierungsdrucker in den 1790er-Jahren. Sie weigerten sich aber, nur staatlich genehmigte Nachrichten zu drucken, stattdessen veröffentlichten sie Nachrichten aus Amerika. Als sie Warnungen der Regierung ignorierten, wurden sie offiziell verfolgt. Im April 1797 wurde Gideon wegen Blasphemie angeklagt, entlassen, verurteilt und in Haft genommen. Auch Sylvester wurde angeklagt wegen verräterischem und aufwieglerischem Verhalten. In seiner Verteidigungsrede erklärte er, „als ein Drucker der Leute ist es meine Pflicht, ihnen mit Kopf, Herz und Hand behilflich zu sein (…). Die Interessen des Königs und der Menschen gehören untrennbar zusammen.“ Schließlich wurden die Brüder gezwungen, das Druckergewerbe aufzugeben. Silvester versuchte es mit einer Anzahl anderer Zeitungen, bevor er nach New York zog.

#### Titus Geer Simons
Simmons wurde zum neuen Drucker des Königs berufen, nachdem die Tiffany-Brüder von der Justiz verfolgt wurden, obwohl er nicht im Druckereiwesen ausgebildet wurde. Die Tiffany-Brüder blieben jedoch und bestimmten bis 1799 weiterhin die Inhalte einiger Zeitungen.

#### William Lyon Mackenzie
Mackenzie hatte einen großen Einfluss auf die politische Entwicklung in Niederkanada (Ontario) und war ein starker Unterstützer des Systems der „Responsible Government“. Im Jahr 1824 gründete er den „Colonial Advocate“. Sie war die erste unabhängige Zeitung in der Provinz, die eine politische Wirkung erzielte. Mackenzie sah die Kolonialverwaltung als inkompetent, ineffektiv und zu teuer an, und er nutzte den Advocate, um diese Meinung kundzutun. Aufgrund dieser Kolumnen wurde sie zu einer Zeitung mit der größten Reichweite. Sie war jedoch nicht profitabel für Mackenzie, so dass er viele Jahre mit Schulden zu kämpfen hatte. Im Jahr 1826 wurde in seine Druckerei eingebrochen und diese durch einen Mob zerstört. Als Mackenzie die Angreifer verklagte, gewann er den Prozess und erhielt genug Geld, um die Schäden an der Druckerei zu reparieren und seine Schulden zurückzuzahlen, zumal er auch an öffentlicher Sympathie gewann. Mackenzie ist das erste Beispiel für einen Herausgeber, der seine Druckerzeugnisse als ein Werkzeug benutzte, um sich der zu dieser Zeit unruhigen Politik anzunehmen. Und so wurde eine Tür für das Genre der Zeitung geöffnet, damit diese in die öffentliche Sphäre eintreten konnte.

#### Joseph Howe
Im Jahr 1828 übernahm Joseph Howe die „Weekly Chronicle“ in Halifax und nannte sie in „Acadian“ um. Er kaufte zudem die „Novascotian“. Sein aggressiver Journalismus machte ihn zur Stimme von Neuschottland. Ursprünglich stand er der britischen Regierung sehr loyal gegenüber, jedoch wuchs sein Vertrauen in Neuschottland, so dass er zur anderen Seite wechselte. Wie MacKenzie auch forderte er im Namen der „Responsible Government“ die Selbstbestimmung. Im Jahr 1835 wurde Howe wegen eines strafrechtlichen Vergehens in einem seiner Artikel verfolgt. In seiner Verteidigungsrede bei seinem Prozess sprach er sich für die Pressefreiheit aus, wodurch er zwar formell vor dem Gesetz schuldig war, durch die Jury allerdings einen schnellen Freispruch erlangte. Sein Erfolg in diesem Prozess machte ihn in Neuschottland zu einem lokalen Helden. Es war auch dieser Erfolg, der ihn schließlich in das Provinz-Parlament brachte, bis er am Ende sogar Premierminister der Provinz wurde.

#### Henry David Winton (1793–1855)
Winton kam am 28. August 1818 nach Neufundland. Im Jahr 1820 gründete er den „Public Ledger and Newfoundland General Advisor“, die vierte Zeitung in St. Johns. Winton nutzte die Zeitung, um seine eigenen politischen Ideen zu publizieren, in denen er der „Responsible Government“ treu zur Seite stand. Wegen seiner sehr starken politischen Überzeugung wurde er schließlich zu einem Gegner der Katholiken, zumindest insoweit, als dass diese Anhänger der Reform-Regierung waren. Diese Einstellung führte dazu, dass einige Leute ihn schädigen wollten. Am 19. Mai 1835 wurde Winton von einer Gruppe unbekannter Personen angegriffen, die ihm seine Ohren abschnitten. Trotz dieser und weiterer ähnlicher Bedrohungen schrieb Winton in Opposition zur Reform-Regierung bis zu seinem Tod weiter.

#### John Ryan (1761–1847) und William Lewis
Ryan war ein amerikanischer Auswanderer, der im Jahr 1807 mit der Hilfe von William Lewis, die erste Ausgaben der „Royal St. John's Gazette“ publizierte, die somit die früheste Zeitung in Neufundland war. Ryan begann sehr bald, seinen Ärger über die Regierung und über Ungerechtigkeiten in der Zeitung kundzutun, sehr oft zum Ärger der Beamten. 

#### Joseph Willcocks (1773–1814)
Im Jahr 1806 siedelte Willcocks in Niagara, wo er mit der Herausgabe des „Upper Canada Guardian“ oder „Freeman's Journal“ begann, die er als Transportmedium für seine politischen Meinungen und seine Kritik benutzte. Noch im selben Jahr kam er wegen Verächtlichmachung der Parlamentskammer ins Gefängnis.
Im Jahr 1808 trat er offiziell in die Politik ein und wurde Kanadas erster nennenswerter Anführer der Opposition, die sich gegen diejenigen richtete, die für die Kolonialregierung gestimmt hatten. Er beendete den Druck der Zeitung im Jahr 1812. Im Juli 1813 bot er diesen Service den Amerikanern an, noch während er einen Sitz in der gesetzgebenden Versammlung innehatte. Das wurde ihm im Jahr 1814 offiziell als Verrat ausgelegt.

## Periode der Entstehung der Nation und der Mythen-Bildung (1850–1900)

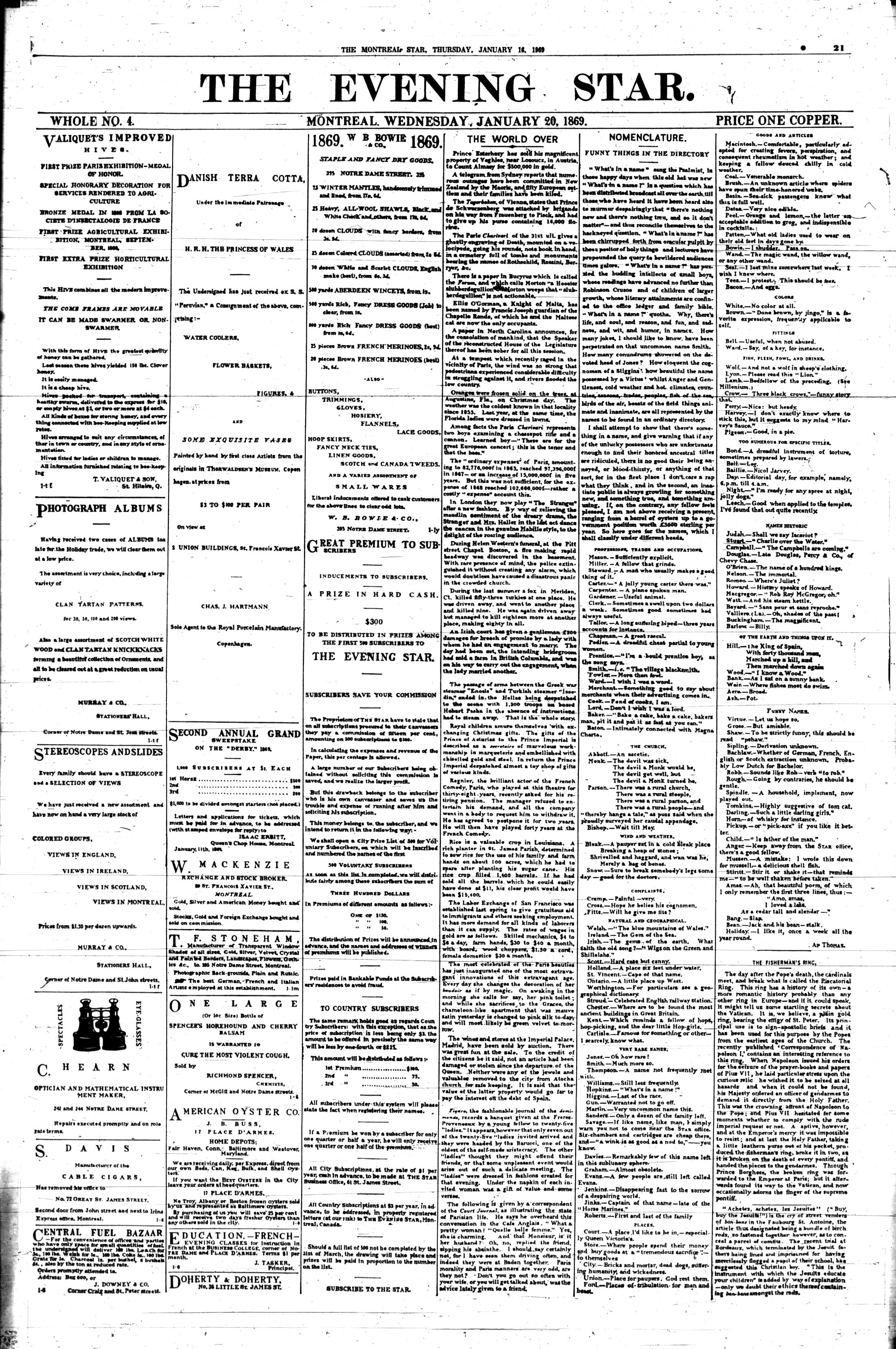
The Montreal Evening Star im Jahr 1869

Die Verleger waren nun frei von direkter Kontrolle der Regierung. Trotzdem beeinflusste diese die Verleger weiterhin auf verdecktem Wege, so versuchte man über private Kanäle Einfluss auf den Inhalt zu gewinnen und bezahlte Anzeigen wurden nur in den Zeitungen aufgegeben, die der Regierung zustimmten. Größtenteils hatten die radikalen Zeitungen der öffentlichen Sphäre ihren Zwecken gedient, so dass sie im weiteren Verlauf etwas unparteiischer wurden. Mehr als je zuvor war der technologische Fortschritt von großer Wichtigkeit.
Die Zeitungen dieser Zeit spielten eine Rolle bei der Etablierung der kanadischen Identität. In den Publikationen dieser Zeit wurden Konformität und Orthodoxie regelrecht zelebriert. Anders als die zündelnden Veröffentlichungen in der Vergangenheit, wurden diejenigen, die für die Ablehnung der Ordnung eintraten, nicht mit Rechtfertigungen unterstützt.

### Drucker und Herausgeber
Während dieser Periode war man größtenteils frei von den Restriktionen der Regierung, wie sie noch in der Vergangenheit auftraten, so dass die Drucker und Herausgeber eine Rolle bei der Etablierung der kanadischen Identität übernahmen. Wie zuvor waren viele von ihnen in die Politik involviert, und sie setzten es fort, ihre Zeitungen für den Transport ihre politischen Einstellungen zu benutzen, um so Fortschritt und Wandel zu verstärken.

#### George Brown (1818–1880)
George Brown  (1818–1880) und sein Vater immigrierten 1837 von Schottland kommend nach Toronto. Im Jahr 1843 gründeten sie die Zeitung „Banner“, eine presbyterische Wochenzeitung, die die Prinzipien der Freien Kirche und politische Reformen unterstützte. Im Jahr 1944 gründete Brown die The Globe and Mail, eine Zeitung mit großen politischen Ambitionen. Brown kaufte viele Konkurrenten auf und erhöhte die Auflage unter Verwendung fortschrittlicher Technologien. Im Jahr 1860 war es Kanadas größte Zeitung. In den 1850er-Jahren ging Brown in die Politik und wurde eine führende Persönlichkeit in der Reform Party, die anschließend einen Vertrag abschließen konnte, der schließlich zur Konföderation und zur Gründung Kanadas führte. Danach verließ er das Parlament wieder, transportierte aber weiterhin seine politischen Ansichten im "Globe". Brown führte von 1843 bis 1872 endlose Kämpfe mit der Gewerkschaft der Typografischen Vereinigung. Er zahlte Gewerkschaftslöhne nicht aus Großzügigkeit, sondern erst, nachdem der Druck der Vereinigung zu groß wurde. Im Jahr 1880 wurde er von einem verärgerten ehemaligen Arbeiter seines Betriebes ermordet.

#### Modeste Demers (1809–1871)
1856 ließ Bischof Modeste Demers in Victoria eine Handpresse importieren, um religiöse Materialien zu drucken. Sie blieb jedoch bis 1858 ungenutzt, dann verwendete sie der amerikanische Drucker Frederick Marriott, um vier verschiedene Zeitungen in British Columbia zu drucken. Die einflussreichste unter ihnen war der „British Colonist“. Die Demers-Druckerei wurde noch bis 1908 für den Druck von Zeitungen verwendet.

#### Amor De Cosmos (1825–1897)
Amor de Cosmos war der Gründer der "British Colonist". Er war bekannt dafür, dass er seine Zeitung dazu benutzte, seine politische Meinung auszudrücken.
De Cosmos trat schließlich auch in die Politik ein, übernahm eine Führungsposition, forderte politische Reformen und übte Druck auf die „Responsible Government“ aus. Er wurde gewählt, um Victoria im Unterhaus zu repräsentieren, während zur gleichen Zeit als Premierminister von British Columbia diente.
Er war freimütig und exzentrisch und machte sich so im Laufe seines Lebens einige Feinde. Er wurde aufgrund eines Gewerkschaftsskandals angeklagt, die ihn schließlich zwangen, die Politik zu verlassen. Er erleidet schließlich einen kompletten Zusammenbruch und starb.

## Moderne Epoche von 1900 bis in die 1980er-Jahre

### Wirtschaftliche Veränderung
Beginnend in den 1870er-Jahren gab es neue aggressive Herausgeber, einschließlich Hugh Graham beim Montreal Star, und John Ross Robertson bei der Toronto Telegram und die Stimme der Arbeiterklasse „Orange Protestantism“. Sie adaptierten das Modell der amerikanischen Groschenpresse und verkauften billige Zeitungen mit parteiischer Ausrichtung und einer Betonung auf lokale Meldungen über Verbrechen, Skandale und Korruption. Meldungen aus der Unterhaltungsbranche und dem Showbusiness wurden nun an prominente Stelle gesetzt, besonders begleitet wurde der Aufstieg und Fall von Berühmtheiten. Neue Rubriken wurden eingeführt, um Frauen in die Leserschaft zu holen, beispielsweise Artikel zu Mode, Körperpflege und Kochrezepte. Die neue Technologie machte das Drucken günstiger und schneller und ermutigte die Herausgeber dazu, in den wichtigsten Städten mehrere Ausgaben am Tag mit aktualisierten Nachrichten zu bringen. 1899 verkaufte der „Montreal Star“ 52.600 Exemplare am Tag und im Jahr 1913 wurden 40 Prozent der Auflage außerhalb von Montreal verkauft. Die Zeitung dominierte den englischsprachigen Markt.
Im Jahr 1900 beschäftigten sich die meisten kanadischen Zeitungen mit lokalen Angelegenheiten, dazu erdacht, lokale Parteien über die politische Szene in der Provinz und im Land zu informieren. Die Verlage waren dabei abhängig von den lokalen Parteien, genauso wie die Konzessionen zum Druck von den politischen Parteien kontrolliert wurden. Objektivität war nicht das Ziel. Die Redakteure und Reporter waren eher bestrebt, die parteipolitischen Einstellungen zu größeren öffentlichen Fragen zu verstärken.
Mit dem Aufstieg der nationalen Werbeagenturen nach 1900 begann eine wichtige Transformation der Branche. Die Werbeagenturen wollten die maximal mögliche Auflage erzielen und dabei unabhängig von Parteien sein. Das Ergebnis war, dass sich sehr viel größere unabhängige Zeitungen bildeten, die stärker von Werbeeinnahmen und Abonnements und weniger von loyalen Parteimitgliedern abhingen. Im Jahr 1900 wurden drei Viertel der Einnahmen von Torontos Zeitungen mit Werbung erzielt. Ungefähr zwei Drittel der Herausgeber unterstützen entweder die konservative oder die liberale Partei während der Rest größere Unabhängigkeit erlangte. Grenzüberschreitend zeigte sich, dass die Nachrichtenseiten zunehmend objektiver und die Meinung von zwei Parteien dargestellt wurden. Zudem konzentrierten sich die Verleger zunehmend auf Werbeeinnahmen, deren Höhe proportional zur Gesamtauflage ausfiel. Eine Zeitung, die nur die Meinung einer Partei wiedergab, halbierte somit ihre potentielle Leserschaft. Gleichzeitig erzeugte das rasche industrielle Wachstum in Ontario und Quebec, verbunden mit der raschen Besiedlung der Prärie, eine zunehmend größer werdende wohlhabende Leserschaft. Das Ergebnis war ein goldenes Zeitalter für die kanadischen Zeitungen, das ihren Höhepunkt im Jahr 1911 hatte. Viele Zeitungen scheiterten jedoch in der Zeit des Ersten Weltkriegs. Die Werbeagenturen gewannen im Jahr 1915 einen großen Vorteil mit der Schaffung des Audit Bureau of Circulations, das zum ersten Mal zuverlässige Daten über den Auflagen-Umlauf lieferte, ganz im Gegensatz zu der Prahlerei und Übertreibung der Parteizeitungen, die bis dahin die Norm gewesen war. Nun hatten die Agenturen eine stärkere Position in den Verhandlungen um niedrigere Anzeigenpreise. Die 1920er-Jahre waren eine Zeit der Konsolidierung, der Beschneidungen des Budgets und der Lossagung von traditionellen Parteizugehörigkeiten. Bis 1930 waren nur 24 % der kanadischen Tageszeitungen parteiabhängig, 17 % waren "unabhängige" Parteizeitungen und 50 % waren völlig unabhängig geworden.

### Wichtigste Zeitungen

#### Globe and Mail
Im Jahr 1936 wurden zwei wichtige Zeitungen miteinander verschmolzen: „The Globe“ (Auflage: 78.000) absorbierte The Mail and Empire (Auflage: 118.000). Letztere wiederum entstand nach der Fusion zweier konservativer Zeitungen im Jahr 1895, der The Toronto Mail und der Toronto Empire, The Empire wurde im Jahr 1887 vom Premierminister Sir John A. Macdonald gegründet.

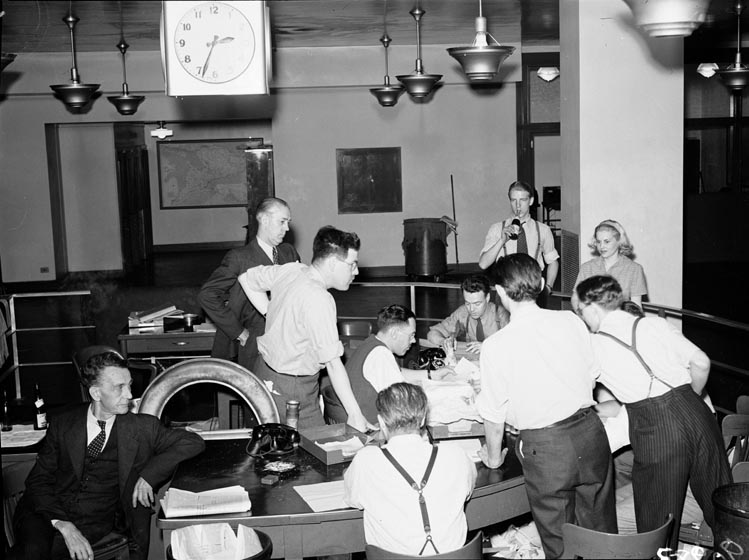
Mitarbeiter der Globe und Mail warten auf die Nachricht von der Invasion D-Day am 6. Juni 1944.

Obwohl die neue The Globe and Mail  auf dem lokalen Mark in Toronto an Boden verlor und der  The Toronto Star stärker wurde, begann sie zu expandieren und wurde landesweit in ganz Kanadas verkauft. Die Zeitung wurde 1955 unter dem Banner der American Newspaper Guild gewerkschaftlich organisiert. Im Jahr 1980 wurde „Globe and Mail“ vom Unternehmen The Thomson Corporation gekauft, eine Firma, die von der Familie des Kenneth Thomson geführt wurde. Dem einhergehend gab es einige Änderungen in der politischen Ausrichtung der Zeitung. Den nationalen und internationalen Nachrichten sowie dem Editorial, dem op-ed (schriftliches Prosa-Stück) und der Titelseite wurde mehr Aufmerksamkeit geschenkt. Dieses Vorgehen stand somit im Gegensatz zur bisherigen Politik, in der die Betonung auf die lokalen Inhalte von Toronto und Ontario lag.

### Zeitungsketten
Roy Thomson, 1st Baron Thomson of Fleet kaufte seine erste Zeitung im Jahr 1934 zu einem niedrigen Preis von 200 $ und kam somit in der Besitz der lokalen Tageszeitungen in Timmins, Ontario. Er begann mit einer Expansionspolitik bei beiden Radiostationen und der Zeitung an verschiedenen Orten Ontarios und arbeitete dabei mit dem klugen Kopf, dem Kanadier Jack Kent Cooke zusammen. Bis Anfang der 1950er-Jahre besaß er 19 Zeitungen und war Präsident der „Canadian Daily Newspaper Publishers Association“
Eine Tageszeitung nach der anderen wurde entweder geschlossen oder von den landesweit operierenden Ketten aufgekauft, die beispielsweise von Postmedia Network (ehemals Southam) oder der Thomson Corporation, einem internationalen Firmenverbund, geführt wurden. Die Regierung gab Studien in Auftrag aber sie konnte in diesen Trend nicht eingreifen oder ihn umkehren. Im Jahr 1970 warnte der Senatsausschuss für die Massenmedien oder das Davey-Komitee vor der Verfestigung des Trends. Ihren Empfehlungen wurde nicht gefolgt und der Konzentrationsprozess ging weiter. Ebenso wurde die Kent-Kommission ignoriert, die im Jahr 1981 als königliche Kommission zum Thema Zeitungen gebildet wurde.

## Zeitgeschehen seit den 1990er-Jahren
In dieser Epoche haben externe Interessengruppen die Zeitungsketten übernommen, die somit Teil eines großen Konglomerats wurden. Bis zum Jahr 2004 kontrollierten die fünf größten Ketten 72 Prozent der Zeitungen und 79 Prozent der Auflage. Der neue Wettbewerb durch das Internet wurde eine große Bedrohung, einerseits für die Ware Nachrichten als solches und andererseits für die Werbeeinnahmen. Der Umsatzrückgang im Zeitungsgeschäft geschah weltweit und verursachte eine Verschiebung der kanadischen Werbeaktivitäten von den Printmedien und dem Fernsehen ins Internet. Die Werbeumsätze fielen konstant von 2,6 Milliarden $ auf $ 1,9 Milliarden im Jahr 2011 und eine Ende des Trends war zu diesem Zeitpunkt nicht absehbar. Auch die Auflagenzahl fiel stetig. Die Zeitungsketten minimierten die Produktionskosten und reduzierten die Anzahl der Seiten. Zudem wurden traditionelle Rubriken geschlossen, beispielsweise die detaillierten Börsenberichte. Sie richteten Bezahlschranken ein, um so den Zugang über das Internet in Rechnung stellen zu können.

### The National Post
Conrad Black begründete seine nationale Zeitungskette Hollinger International in den 1990er-Jahren, indem er die Southam Newspaper kaufte, die auch die ‘'Ottawa Citizen, die Montreal Gazette, das Edmonton Journal, den Calgary Herald, und die Vancouver Sun‘‘ umfasste. Für einen kurzen Zeitraum besaß Hollinger fast 60 Prozent aller kanadischen Tageszeitungen. Blank wandelte eine Wirtschaftszeitung aus Toronto in die National Post um und machte es zum Flaggschiff der Kette. Die politische Richtung des Editorials war konservativ. Black lieferte sich in den ersten Jahren unter Herausgeber Ken Whyte in einen erbitterten Zeitungskrieg mit dem Globe and Mail. 
Black verkaufte die „National Post“ in den Jahren 2000/01 an das Unternehmen CanWest Global. Bis zum Jahr 2006 wurde das nationale Vertriebssystem stark beschnitten, um Kosten zu senken und zu überleben. Bis zum Jahr 2008 hatten Globe and Mail und die National Post zusammen eine Auflage von 3,4 Millionen.

### CanWest
Ein typisches Netzwerk war CanWest, bis es im Jahr 2009 zusammenbrach. Es wurde von Izzy Asper (1932–2003), einem Steueranwalt, Journalist und Politiker aus Manitoba gegründet. Er begann 1975 mit einer lokalen TV-Station und formte daraus den landesweit größten Herausgeber von Nachrichten mit der „The National Post“ als Flaggschiff. CanWest kaufte auch die Southam-Kette auf. Es besaß Global network und E! television sowie die „Allianz Atlantis Gruppe“ mit ihren Sparten-Kanälen. Auf ihrem Höhepunkt im frühen 21. Jahrhundert besaß es das „Canada.com“-Internetportal und hatte Beteiligungen an Radio- und Fernsehsendern in Australien und der Türkei. CanWest ging 2009 in Konkurs. Die Zeitungen wurden von Postmedia Network übernommen, die Sendeanlagen hingegen wurden anderweitig an Shaw Communications verkauft.

### Zeitungen in Quebec
Quebec hatte schon immer eine weitgehend eigenständige Zeitungswelt. In Montreal gab es eine englischsprachige Tageszeitung (The Gazette) und drei in Französisch (La Presse, Le Devoir and Le Journal de Montréal). In Québec City existierten zwei Tageszeitungen, Le Soleil und Le Journal de Québec. Außerhalb der großen Städte Quebecs  gab es The Record (Sherbrooke) in englischer Sprache; fünf wurden in Französisch publiziert: Le Droit (Gatineau/Ottawa), Le Nouvelliste (Trois-Rivières), Le Quotidien (Saguenay) La Tribune (Sherbrooke) und La Voix de l’est (Granby). Die Konsolidierung führte schließlich dazu, dass mit Ausnahme einer alle französischsprachigen Zeitungen zu zwei großen Medienkonsortien gehörten. Das eine Konsortium ist Gesca, ist Teil der Power Corporation of Canada und wird von der Desmarais-Familie kontrolliert. Das andere Konsortium heißt Quebecor Media und kontrolliert den Großteil des Fernseh- und Zeitschriftenmarktes in Quebec. Mit 36 englischsprachigen Zeitungen war es für ein paar Jahre die größte Kette in Kanada. Quebecor Media ist ein großes Konglomerat, das von Pierre Karl Péladeau kontrolliert und der zudem die Mehrheitsanteile an Quebequor selber hat, das wiederum viele Lokalzeitungen, Magazine, freie Zeitungen und Internetservices in französischer Sprache umfasst. Das Unternehmen hat die Zeitungssparte beschnitten, um sich auf seine Rundfunk-, Kabel- und Mobilfunksparte zu konzentrieren. Im Jahr 2013 verkaufte Quebecor Media 74 Wochenzeitungen in Quebeck an Transcontinental Inc. zu einem Preis von 75 Millionen Dollar. Ende 2014 verkaufte Quebecor auch seine 175 englischsprachigen Sun Media-Zeitungen und viele Internetseiten an die kanadische Gruppe „Postmedia Network“ für 316 Millionen $. Postmedia besitzt nun alle Tageszeitungen in Edmonton, Calgary und Ottawa. Seit 2013 beantwortet Gesca die Herausforderungen des Internets mit der Ausweitung seiner freien Online-Dienste, die durch Werbung finanziert werden.

### Verlage, Herausgeber und Persönlichkeiten
- Izzy Asper (1932–2003), Unternehmer
- John Wilson Bengough (1851–1923), Cartoonist
- Joan Fraser (geb. 1944)[27]
- Roy Thomson, 1st Baron Thomson of Fleet
- Norman Webster (geb. 1941)[28]

### Zeitungen in Montreal
- The Gazette
- La Presse
- Le Journal de Montréal
- Montreal Daily News

### Zeitungen in Toronto
- Toronto Standard 2010 bis heute (Online-Zeitung)
- Toronto Star 1899 bis heute
- Toronto Sun 1971 bis heute
- The Globe and Mail 1936 bis heute
  - The Globe 1844–1936
  - The Mail and Empire 1895–1936
    - The Toronto Mail 1872–1895
    - Toronto Empire 1872–1895

## Weiterführende Literatur
- Gene Allen: Making National News: A History of Canadian Press. University of Toronto Press, 2013, ISBN 978-1-4426-4716-9.
- Royal Commission on Newspapers. Canadian Govt. Pub. Centre Supply and Services Canada, Hull  Que. 1981, ISBN 0-660-10954-9 (gc.ca).
- Ross F. Collins, E. M. Palmegiano: Rise of Western Journalism, 1815–1914: Essays on the Press in Australia, Canada, France, Germany, Great Britain & the United States. 2008, ISBN 978-0-7864-3143-4.
- W. A. Craick: A History of Canadian Journalism. The Ontario Publishing Company, Toronto 1959.
- John W. Dafoe: Early Winnipeg Newspapers: The Last 70 Years of Journalism at Fort Garry and Winnipeg. In: Manitoba Historical Society Transactions. Series 3, 1946–47. (online)
- Peter Desbarats: Guide to Canadian News Media. Harcourt Brace, 1996.; Professional journalists covers media of all types, and its processes (e.g.: how a newsroom functions)
- N. Merrill Distad, Linda M. Distad: Canada. In: J. Don Vann, Rosemary T. VanArsdel (Hrsg.): Periodicals of Queen Victoria's Empire: An Exploration. 1996, S. 372ff in JSTOR
- Janice Anne Fiamengo. The woman's page: journalism and rhetoric in early Canada. University of Toronto Press, 2008, ISBN 978-0-8020-9537-4.
- Sandra Gabriele: Gendered mobility, the nation and the woman's page exploring the mobile practices of the Canadian lady journalist, 1888–1895. In: Journalism. Band 7, Nr. 2, 2006, S. 174–196.
- Ross Harkness: J. E. Atkinson of the Star. 1963.
- Russell Johnston: Selling Themselves: The Emergence of Canadian Advertising. 2001. (scholarly history to 1930)
- W. H. Kesterton: A History of Journalism in Canada. McClelland and Stewart, Toronto 1967.
- Duncan Koerber: The Role of the Agent in Partisan Communication Networks of Upper Canadian Newspapers. In: Journal of Canadian Studies/Revue d'études canadiennes. Band 45, Nr. 3, 2011, S. 137–165. (online)
- Duncan Koerber: Constructing the Sports Community: Canadian Sports Columnists, Identity, and the Business of Sports in the 1940s. In: Sport History Review. Band 40, 2009, S. 126–142. (online)
- Marjory Lang: Women who made the news: female journalists in Canada, 1880-1945. McGill-Queen's Press – MQUP, 1999, ISBN 0-7735-1838-X (google.com).
- Andrew M. Osler: News – The Evolution of Journalism in Canada. 1992, ISBN 0-7730-5193-7.
- Ron Poulton: The paper tyrant: John Ross Robertson of the Toronto Telegram. Clarke, Irwin & Company, Toronto 1971, ISBN 0-7720-0492-7.
- Chris Raible: The Power of the Press: The Story of Early Canadian Printers and Publishers. James Lorimer & Company, 2007, ISBN 978-1-55028-982-4.
- G. Bruce Retallack: Drawing the Lines: Gender, Class, Race and Nation in Canadian Editorial Cartoons, 1840--1926. ProQuest, 2006.
- Nick Russell: Morals and the media: ethics in Canadian journalism. UBC Press, 2006, ISBN 0-7748-1089-0 (google.com).
- Paul F. Rutherford: The People's Press: The Emergence of the New Journalism in Canada, 1869–99. In: Canadian Historical Review. Band 56, Nr. 2, 1975, S. 169–191.
- Paul Rutherford: A Victorian Authority: the daily press in late nineteenth-century Canada. University of Toronto Press, Toronto 1944.
- Minko Sotiron: From politics to profit: The commercialization of Canadian daily newspapers, 1890–1920. McGill-Queen's Press-MQUP, 1997.
- James John Talman: The Newspapers of Upper Canada a Century Ago. In: Canadian Historical Review. Band 19, Nr. 1, 1938, S. 9–23.

### Historiographie
- Fernande Roy: Recent trends in research on the History of the Press in Quebec: towards a Cultural History. In: Daniel Robinson, Gene Allen (Hrsg.): Communicating in Canada's Past: Essays in Media History. 2013, ch 9.

### Wichtige Quellen
- McKim: The Canadian newspaper directory. A. McKim, 1892. &oi online